# جيمس فينر
جيمس فينر هو سياسي أمريكي ولد في 22 يناير من سنة 1771 في ولاية رود آيلاند الأمريكية فينر تخرج في عام 1789 من كلية ولاية رود آيلاند (الآن جامعة براون) كان والده كان آرثر فينر حاكم ولاية رود آيلاند 1790-1805 كان فينر عضوا في مجلس الشيوخ الأمريكي ما بين عامي 1805 إلى عام 1807 شغل جيمس فينر منصب حاكم ولاية رود آيلاند ثلاث مرات المرة الأولى كانت ما بين عامي 1807 إلى عام 1811 والمرة الثانية كانت ما بين عامي 1824 إلى عام 1831 والمرة الثالثة كانت ما بين عامي 1843 إلى عام 1845 توفي جيمس فينر 17 ابريل من سنة 1846 في ولاية رود آيلاند.